# ستيفن باركلي
ستيفن باركلي (بالإنجليزية: Stephen Barclay)‏ هو سياسي بريطاني، ولد في 3 مايو 1972 في المملكة المتحدة. حزبياً، نشط في حزب المحافظين.

## مناصب
- انتخب Secretary of State for Exiting the European Union [الإنجليزية]‏ (16 نوفمبر 2018 – ).
- في انتخابات المملكة المتحدة لعام 2010، انتخب عضو برلمان المملكة المتحدة الـ55 عن دائرة كيمبريدجشير الشمالية الشرقية وقد انضم خلال فترته النيابية ‏ (6 مايو 2010 – 30 مارس 2015) للكتلة البرلمانية حزب المحافظين.
- في الانتخابات العامة في المملكة المتحدة 2015، انتخب عضو برلمان المملكة المتحدة الـ56 عن دائرة كيمبريدجشير الشمالية الشرقية وقد انضم خلال فترته النيابية ‏ (8 مايو 2015 – 3 مايو 2017) للكتلة البرلمانية حزب المحافظين.
- في الانتخابات التشريعية البريطانية 2017، انتخب عضو برلمان المملكة المتحدة الـ57 عن دائرة كيمبريدجشير الشمالية الشرقية وقد انضم خلال فترته النيابية ‏ (8 يونيو 2017 – ) للكتلة البرلمانية حزب المحافظين.

## وصلات خارجية
- الموقع الرسمي